# Johnny Haynes
Pour les articles homonymes, voir Haynes.

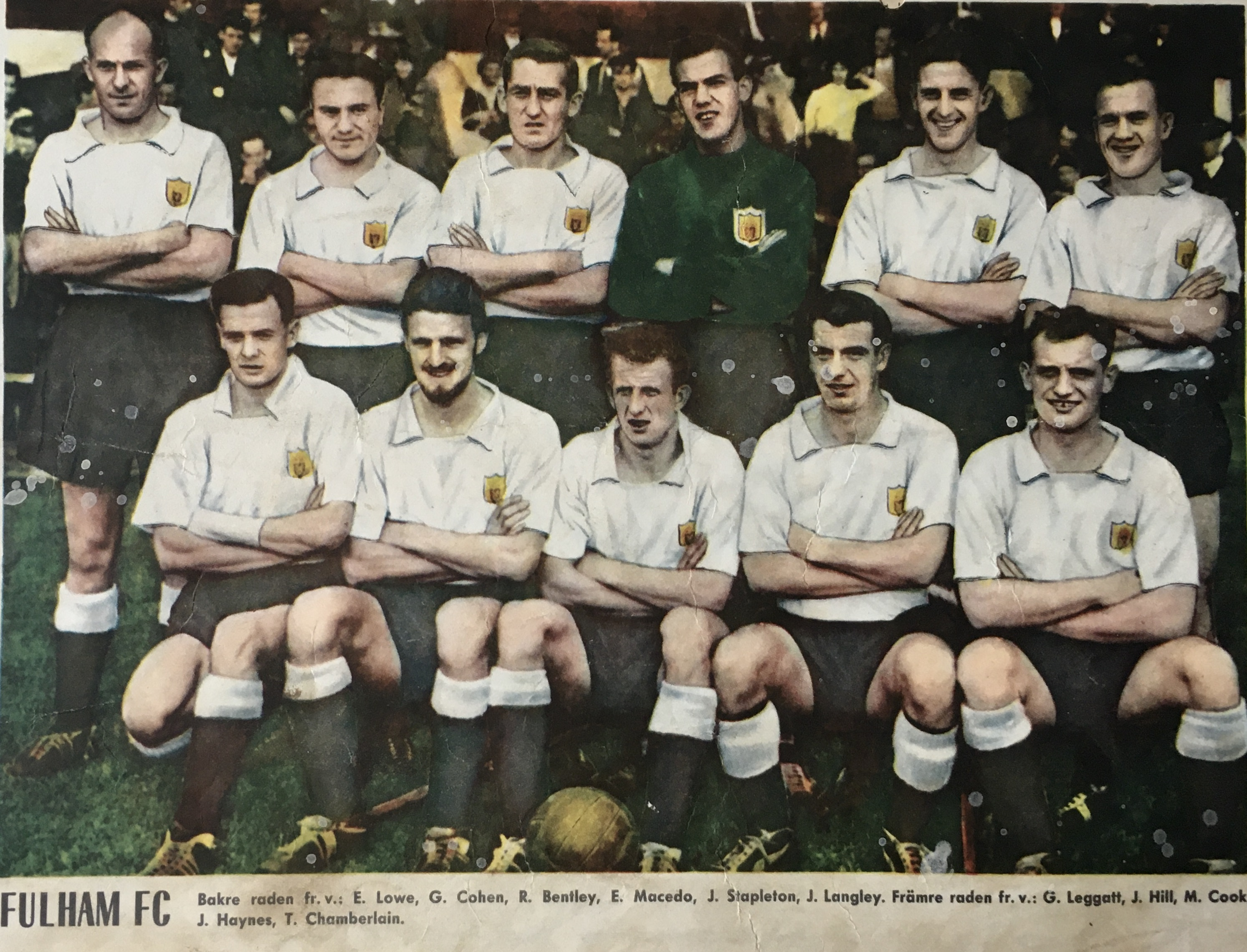
Fulham FC, 1958 avec Johnny Haynes.

 Johnny Haynes, né le 17 octobre 1934 à Londres (Angleterre) et mort le 18 octobre 2005 à Édimbourg (Écosse), était un footballeur anglais, qui évoluait au poste de milieu offensif à Fulham et en équipe d'Angleterre.
Haynes a marqué dix-huit buts lors de ses cinquante-six sélections avec l'équipe d'Angleterre entre 1954 et 1962.

## Biographie
Formé dans les clubs de Feltham FC, Wimbledon FC puis Woodford Town FC, il rejoint les rangs professionnels en mai 1952 en signant à Fulham FC. Il joue pour Fulham FC 658 matches en inscrivant 158 buts entre 1952 et 1970.
En 1961, il se distingue en se classant notamment 3e au classement du ballon d'or.
Il est sélectionné à 56 reprises en équipe d'Angleterre A entre 1954 et 1962 après avoir été appelé en scolaires, juniors, espoirs et B. Il fut 22 fois capitaine de l'équipe A.
The Maestro décède le 18 octobre 2005 à la suite d'un accident de voiture.

## Palmarès

### En Club
- Fulham :
  - Vice-Champion du Championnat d'Angleterre de football D2 en 1959.
- Durban City :
  - Champion de National Football League en 1971.

## Distinctions personnelles
- 3e au classement du Ballon d'or en 1961